# هيلين أوهارا (صحفية)
هيلين أوهارا (بالإنجليزية: Helen O'Hara)‏ هي ناقدة سينمائية وصحفية من أيرلندا الشمالية، اشتهرت في المقام الأول بالعمل في مجلة إمباير، حيث تعمل كمحررة عامة لها. وقد كتبت أيضًا لتايم آوت، والغارديان، والتلغراف، وجي كيو، وديجيتال سباي.

## وصلات خارجية
- هيلين أوهارا (صحفية) على موقع IMDb (الإنجليزية)
- هيلين أوهارا (صحفية) على موقع قاعدة بيانات الفيلم (الإنجليزية)